# にゅうおいらんず
にゅうおいらんず（NEW OIRAN'S、ニュウオイランズ）は、日本のデキシーバンド。

## 概要
1996年に落語芸術協会会員の落語家を中心にして構成された。バンド名はデキシーランド・ジャズの本場であるニューオリンズをもじってつけられている。夏場は浴衣、冬場は三遊亭右紋の調達したユニフォームで演奏するのが特徴。のちに冬場の衣装は細かいブルーストライプのクレリックシャツに青いネクタイに変更された。

## メンバー
| 現メンバー                                 | 現メンバー                                                           | 現メンバー             | 現メンバー |
|                                            | プロフィール                                                         | 担当                   | 備考 |
| ------------------------------------------ | -------------------------------------------------------------------- | ---------------------- | --- |
| 三遊亭小遊三 （さんゆうてい こゆうざ）     | 1947年3月2日（78歳）、A型、山梨県大月市出身                          | ボーカル、トランペット | バンドのリーダー。 |
| 春風亭昇太 （しゅんぷうてい しょうた）     | 1959年12月9日（65歳）、O型、静岡県静岡市出身                         | トロンボーン           | 結成当初は最年少。 |
| ベン☆片岡 （べん かたおか）                | 1963年??月??日                                                       | ベース                 | 落語芸術協会の事務員である。                                                                                                |
| 片山士駿 （かたやま しゅん）               | 1995年??月??日、千葉県出身                                           | ソプラノサックス       | 2020年より参加。プロのジャズソリスト。                                                                                      |
| 高橋徹 （たかはし とおる）                 | 1968年5月3日（54歳）、山形県酒田市市出身                             | ドラムス               | 本職のジャズドラマー。 最初は観客として興行を見ていたが、伸び悩みの演奏に耐えきれず自ら舞台に上がったことからメンバー入り。 |
| 春風亭柳橋 （しゅんぷうてい りゅうきょう） | 1956年5月30日（68歳）、茨城県古河市出身                              | ギター、バンジョー、MC | 三遊亭右紋の没後、2014年より新メンバーとして加入。 「アロハマンダラーズ」二代目リーダーも兼任。                             |
| 桂小すみ （かつら こすみ）                 | 1973年3月7日（47歳）、神奈川県横浜市出身                             | キーボード             | 桂伸乃介の没後、2020年より新メンバーとして加入。音曲師。二人目の女性メンバー。                                              |
| かつて参加していたメンバー                 |                                                                      |                        | |
|                                            | プロフィール                                                         | 担当                   | 備考 |
| 三遊亭右紋 （さんゆうてい うもん）         | 1948年10月2日生まれ、2014年1月23日（65歳没）、東京都中野区出身       | バンジョー             | 2014年1月23日、死去。 生前は「アロハマンダラーズ」兼任だった。                                                              |
| 三遊亭圓雀 （さんゆうてい えんじゃく）     | 1949年3月22日生まれ、2016年1月4日（66歳没）、A型、神奈川県横浜市出身 | ボーカル、クラリネット | 2016年1月4日、死去。 生前は「アロハマンダラーズ」兼任だった。                                                               |
| 桂伸乃介 （かつら しんのすけ）             | 1953年5月16日生まれ、2020年1月1日（66歳没）、東京都渋谷区出身        | キーボード             | 2020年1月1日、死去。 片手演奏のピアノソロを得意としていた。                                                                 |
| 神田山陽 （かんだ さんよう）               | 1966年1月14日（59歳）、B型、北海道網走市出身                         | ドラムス               | バンドで唯一の講談師であった。                                                                                              |
| ミーカチント （みーかちんと）              | ????年1月31日                                                        | ソプラノ サックス      | 初の女性メンバー。不良メルヘン。元浅草ジンタ（2013年脱退）。富山県在住で興行の際に上京する。2020年以降参加していない。      |

この他に協会の客員バンドとして小遊三が名前を付けた浅草ジンタが存在し、にゅうおいらんずのサポートも行う。メンバーが休演で欠員が出る際に浅草ジンタ、怒髪天、歌姫楽団などの外部バンドから代演が出る。
2023年の浅草演芸ホール公演から、桂宮治がトランペットでゲスト参加している。

## 主な演奏履歴
- 2006年8月1日 - 8月10日、浅草演芸ホールの上席の大喜利。以降、毎年8月の浅草演芸ホールの上席の大喜利で公演。
- 2005年12月28日、CD「芸協音づくし」（落語芸術協会七十五周年記念）『エンコ節』を担当。
- 2006年1月30日、バタフライ卓球道場新春初打ち会。
- 2006年11月23日、国立演芸場において「国立劇場開場40周年記念」として演奏。にゅうおいらんず10周年でもある。
- 2007年4月25日、2006年11月23日の演奏・放送内容をDVD「にゅうおいらんず10周年記念ライブ」として発売。
- 2007年10月28日、落語芸術協会ファン感謝デー「芸協らくごまつり」ステージ。

## DVD
- 噺家ディキシー・バンド にゅうおいらんず 10周年記念ライブ（2007年4月、テイチクエンタテインメント）

## レコード
- にゅうおいらんず Live In 浅草演芸ホール2021【2021 レコードの日 限定盤】(アナログレコード）（2021年11月、toyokasei）
  - ソプラノサックス・ピッコロ：片山士駿

## エピソード
- 当バンドの発起人は三遊亭小遊三である。なお「らくご卓球クラブ」も小遊三が発起人の一人になっている。
- メンバーのうち、柳橋と生前の右紋は落語芸術協会内のほかの音楽グループ「アロハマンダラーズ」にも参加している。